# Atletiek op de Olympische Zomerspelen 2024 – 10.000 meter vrouwen
De 10.000 meter voor vrouwen op de Olympische Zomerspelen 2024 vond plaats op 9 augustus 2024 in het Stade de France in Parijs. Regerend olympisch kampioene Sifan Hassan won het brons. Het goud ging naar Beatrice Chebet uit Kenia en het zilver naar Nadia Battocletti uit Italië. 

## Records
Voorafgaand aan het toernooi waren dit het wereldrecord en het olympisch record.
| Wereldrecord     | Beatrice Chebet | 28.54,14 | Eugene         | 25 mei 2024      |
| Olympisch record | Almaz Ayana     | 29.17,45 | Rio de Janeiro | 12 augustus 2016 |

## Uitslagen
De volgende afkortingen worden gebruikt:
- DNF Niet aangekomen
- DNS Niet gestart
- PB Persoonlijke besttijd
- SB Beste seizoenstijd van een atleet

### Finale
| Rang   | Atlete                     | Land                | Tijd     | Bijz. |
| ------ | -------------------------- | ------------------- | -------- | ----- |
| Goud   | Beatrice Chebet            | Kenia               | 30.43,25 |       |
| Zilver | Nadia Battocletti          | Italië              | 30.43,35 | NR    |
| Brons  | Sifan Hassan               | Nederland           | 30.44,12 | SB    |
| 4      | Margaret Kipkemboi         | Kenia               | 30.44,58 |       |
| 5      | Lilian Kasait Rengeruk     | Kenia               | 30.45,04 |       |
| 6      | Gudaf Tsegay               | Ethiopië            | 30.45,21 |       |
| 7      | Fotyen Tesfay              | Ethiopië            | 30.46,93 |       |
| 8      | Weini Kelati               | Verenigde Staten    | 30.49,98 |       |
| 9      | Karissa Schweizer          | Verenigde Staten    | 30.51,99 | SB    |
| 10     | Tsigie Gebreselama         | Ethiopië            | 30.54,57 |       |
| 11     | Parker Valby               | Verenigde Staten    | 30.59,28 |       |
| 12     | Sarah Chelangat            | Oeganda             | 31.02,37 |       |
| 13     | Lauren Ryan                | Australië           | 31.13,25 |       |
| 14     | Francine Niyomukunzi       | Burundi             | 31.17,02 | SB    |
| 15     | Eilish McColgan            | Verenigd Koninkrijk | 31.20,51 | SB    |
| 16     | Diane van Es               | Nederland           | 31.25,51 |       |
| 17     | Daisy Jepkemei             | Kazachstan          | 31.26,55 |       |
| 18     | Rino Goshima               | Japan               | 31.29,48 |       |
| 19     | Haruka Kokai               | Japan               | 31.44,03 |       |
| 20     | Klara Lukan                | Slovenië            | 31.45,15 |       |
| 21     | Annet Chemengich Chelangat | Oeganda             | 31.50,41 | SB    |
| 22     | Yuka Takashima             | Japan               | 31.52,07 | SB    |
| 23     | Megan Keith                | Verenigd Koninkrijk | 33.19,92 |       |
|        | Rahel Daniel               | Eritrea             | DNF      |       |
|        | Alessia Zarbo              | Frankrijk           | DNF      |       |

1988: Olga Bondarenko ·
1992: Derartu Tulu ·
1996: Fernanda Ribeiro ·
2000: Derartu Tulu ·
2004: Xing Huina ·
2008: Tirunesh Dibaba ·
2012: Tirunesh Dibaba ·
2016: Almaz Ayana ·
2020: Sifan Hassan ·
2024: Beatrice Chebet